# Polonia ai Giochi olimpici
La Polonia ha partecipato ai Giochi olimpici per la prima volta nel 1924; da allora ha partecipato ad ogni edizione (sia estiva che invernale) con l'eccezione di Los Angeles 1984, quando aderì al boicottaggio proclamato dall'Unione Sovietica.
I suoi atleti hanno vinto in totale 319 medaglie, la maggior parte delle quali (296) nei Giochi estivi.
Il Comitato Olimpico Polacco, fondato nel 1918, è stato riconosciuto dal CIO l'anno successivo.

## Medagliere storico

### Giochi estivi
| Giochi                 | Oro              | Argento          | Bronzo           | Totale           |
| ---------------------- | ---------------- | ---------------- | ---------------- | ---------------- |
| Parigi 1924            | 0                | 1                | 1                | 2                |
| Amsterdam 1928         | 1                | 1                | 3                | 5                |
| Los Angeles 1932       | 2                | 1                | 4                | 7                |
| Berlino 1936           | 0                | 3                | 3                | 6                |
| Londra 1948            | 0                | 0                | 1                | 1                |
| Helsinki 1952          | 1                | 2                | 1                | 4                |
| Melbourne 1956         | 1                | 4                | 4                | 9                |
| Roma 1960              | 4                | 6                | 11               | 21               |
| Tokyo 1964             | 7                | 6                | 10               | 23               |
| Città del Messico 1968 | 5                | 2                | 11               | 18               |
| Monaco 1972            | 7                | 5                | 9                | 21               |
| Montreal 1976          | 7                | 6                | 13               | 26               |
| Mosca 1980             | 3                | 14               | 15               | 32               |
| Los Angeles 1984       | non partecipante | non partecipante | non partecipante | non partecipante |
| Seoul 1988             | 2                | 5                | 9                | 16               |
| Barcellona 1992        | 3                | 6                | 10               | 19               |
| Atlanta 1996           | 7                | 5                | 5                | 17               |
| Sydney 2000            | 6                | 5                | 3                | 14               |
| Atene 2004             | 3                | 2                | 5                | 10               |
| Pechino 2008           | 3                | 6                | 1                | 10               |
| Londra 2012            | 2                | 2                | 6                | 10               |
| Rio 2016               | 2                | 3                | 6                | 11               |
| Tokyo 2020             | 4                | 5                | 5                | 14               |
| Parigi 2024            | 1                | 4                | 5                | 10               |
| Totale                 | 73               | 93               | 142              | 308              |

### Giochi invernali
| Giochi                      | Oro | Argento | Bronzo | Totale |
| --------------------------- | --- | ------- | ------ | ------ |
| Chamonix 1924               | 0   | 0       | 0      | 0      |
| St. Moritz 1928             | 0   | 0       | 0      | 0      |
| Lake Placid 1932            | 0   | 0       | 0      | 0      |
| Garmisch-Partenkirchen 1936 | 0   | 0       | 0      | 0      |
| St. Moritz 1948             | 0   | 0       | 0      | 0      |
| Oslo 1952                   | 0   | 0       | 0      | 0      |
| Cortina d'Ampezzo 1956      | 0   | 0       | 1      | 1      |
| Squaw Valley 1960           | 0   | 1       | 1      | 2      |
| Innsbruck 1964              | 0   | 0       | 0      | 0      |
| Grenoble 1968               | 0   | 0       | 0      | 0      |
| Sapporo 1972                | 1   | 0       | 0      | 1      |
| Innsbruck 1976              | 0   | 0       | 0      | 0      |
| Lake Placid 1980            | 0   | 0       | 0      | 0      |
| Sarajevo 1984               | 0   | 0       | 0      | 0      |
| Calgary 1988                | 0   | 0       | 0      | 0      |
| Albertville 1992            | 0   | 0       | 0      | 0      |
| Lillehammer 1994            | 0   | 0       | 0      | 0      |
| Nagano 1998                 | 0   | 0       | 0      | 0      |
| Salt Lake City 2002         | 0   | 1       | 1      | 2      |
| Torino 2006                 | 0   | 1       | 1      | 2      |
| Vancouver 2010              | 1   | 3       | 2      | 6      |
| 2014 Sochi                  | 4   | 1       | 1      | 6      |
| 2018 Pyeongchang            | 1   | 0       | 1      | 2      |
| 2022 Pechino                | 0   | 0       | 1      | 1      |
| Totale                      | 7   | 7       | 9      | 23     |

## Medagliere per sport

### Sport estivi
| Sport              | Oro | Argento | Bronzo | Totale |
| ------------------ | --- | ------- | ------ | ------ |
| Atletica leggera   | 29  | 20      | 18     | 67     |
| Pugilato           | 8   | 10      | 26     | 44     |
| Lotta              | 5   | 9       | 13     | 27     |
| Sollevamento pesi  | 6   | 6       | 22     | 34     |
| Scherma            | 4   | 9       | 10     | 23     |
| Tiro               | 4   | 3       | 5      | 12     |
| Canottaggio        | 4   | 4       | 12     | 20     |
| Judo               | 3   | 3       | 2      | 8      |
| Pentathlon moderno | 3   | 0       | 1      | 4      |
| Equitazione        | 1   | 3       | 2      | 6      |
| Nuoto              | 1   | 3       | 2      | 6      |
| Calcio             | 1   | 2       | 0      | 3      |
| Ginnastica         | 1   | 1       | 2      | 4      |
| Vela               | 1   | 1       | 3      | 5      |
| Pallavolo          | 1   | 0       | 2      | 3      |
| Arrampicata        | 1   | 0       | 1      | 2      |
| Canoa/kayak        | 0   | 9       | 14     | 23     |
| Ciclismo           | 0   | 8       | 4      | 12     |
| Tiro con l'arco    | 0   | 1       | 1      | 2      |
| Pallamano          | 0   | 0       | 1      | 1      |
| Tennis             | 0   | 0       | 1      | 1      |

### Sport invernali
| Sport                   | Oro | Argento | Bronzo | Totale |
| ----------------------- | --- | ------- | ------ | ------ |
| Salto con gli sci       | 4   | 3       | 3      | 10     |
| Sci di fondo            | 2   | 1       | 2      | 5      |
| Pattinaggio di velocità | 1   | 2       | 3      | 6      |
| Biathlon                | 0   | 1       | 0      | 1      |
| Combinata nordica       | 0   | 0       | 1      | 1      |
| Totale                  | 7   | 7       | 9      | 23     |